# Monacilla typica
Monacilla typica är en kräftdjursart som beskrevs av Georg Ossian Sars 1905. Monacilla typica ingår i släktet Monacilla och familjen Spinocalanidae. Inga underarter finns listade i Catalogue of Life.